# Élections législatives de 1936 dans la Haute-Loire
Les élections législatives françaises de 1936 ont lieu les 26 avril et 3 mai.

## Élus
| Député élu              | Groupe politique | Groupe politique |
| ----------------------- | ---------------- | ---------------- |
| Maurice Thiolas         |                  | SFIO             |
| Eugène-Gaston Pébellier |                  | RIAS             |
| Paul Antier             |                  | PAPF             |
| Augustin Michel         |                  | URD              |

## Résultats à l'échelle du département
| Partis         | Partis                                          | Premier tour | Premier tour | Deuxième tour | Deuxième tour | Sièges |
| Partis         | Partis                                          | Voix         | %            | Voix          | %             | Sièges |
| -------------- | ----------------------------------------------- | ------------ | ------------ | ------------- | ------------- | ------ |
|                | Union républicaine et démocratique              | 20 279       | 32,73        | 17 205        | 51,63         | 3      |
|                | Section française de l'Internationale ouvrière  | 10 861       | 17,53        |               |               | 1      |
|                | Parti républicain radical et radical-socialiste | 5 394        | 8,70         | 0             |               |        |
|                | Républicains de gauche                          | 5 065        | 8,17         | 6 618         | 21,01         | 0      |
|                | Conservateur                                    | 4 141        | 6,68         | 4             | 0,01          | 0      |
|                | Radicaux indépendants                           | 3 832        | 6,18         | 7 636         | 24,25         | 0      |
|                | Parti agraire et paysan français                | 3 552        | 5,73         | 13            | 0,04          | 0      |
|                | Parti communiste-SFIC                           | 3 257        | 5,26         | 6             | 0,02          | 0      |
|                | Union socialiste républicaine                   | 2 778        | 4,48         |               |               | 0      |
|                | Union républicaine et démocratique              | 2 761        | 4,46         | 12            | 0,04          | 0      |
|                | Divers                                          | 46           | 0,07         |               |               | 0      |
|                |                                                 |              |              |               |               |        |
| Inscrits       | Inscrits                                        | 78 488       | 100,00       | 38 150        | 100,00        | 4      |
| Votants        | Votants                                         | 63 726       | 81,19        | 31 833        | 83,44         |        |
| Abstentions    | Abstentions                                     | 14 762       | 18,81        | 6 317         | 16,56         |        |
| Blancs et nuls | Blancs et nuls                                  | 1 760        | 2,76         | 339           | 1,06          |        |
| Exprimés       | Exprimés                                        | 61 966       | 97,24        | 31 494        | 98,94         |        |

## Résultats par arrondissement

### Arrondissement de Brioude
| Candidats      | Candidats       | Étiquette      | Premier tour | Premier tour |
| Candidats      | Candidats       | Étiquette      | Voix         | %            |
| -------------- | --------------- | -------------- | ------------ | ------------ |
|                | Maurice Thiolas | SFIO           | 9 066        | 58,45        |
|                | Louit           | PRRRS          | 5 394        | 34,78        |
|                | Gil             | PAPF           | 837          | 5,40         |
|                | Giraud          | PC-SFIC        | 168          | 1,08         |
|                |                 | Divers         | 46           | 0,30         |
|                |                 |                |              |              |
| Inscrits       | Inscrits        | Inscrits       | 19 002       | 100,00       |
| Votants        | Votants         | Votants        | 15 797       | 83,13        |
| Abstention     | Abstention      | Abstention     | 3 205        | 16,87        |
| Blancs et nuls | Blancs et nuls  | Blancs et nuls | 286          | 1,81         |
| Exprimés       | Exprimés        | Exprimés       | 15 511       | 98,19        |

### Arrondissement du Puy

#### 1recirconscription
| Candidats      | Candidats               | Étiquette      | Premier tour | Premier tour | Deuxième tour | Deuxième tour |
| Candidats      | Candidats               | Étiquette      | Voix         | %            | Voix          | %             |
| -------------- | ----------------------- | -------------- | ------------ | ------------ | ------------- | ------------- |
|                | Eugène-Gaston Pébellier | FR             | 5 456        | 38,64        | 7 701         | 50,13         |
|                | Fouilly                 | Rad. Indé.     | 2 903        | 20,56        | 7 634         | 49,69         |
|                | Bonnefoux               | Rép. de gauche | 1 385        | 9,81         | 6             | 0,04          |
|                | Deshors                 | URD            | 1 302        | 9,22         | 8             | 0,05          |
|                | Archer                  | PAPF           | 1 210        | 8,57         | 8             | 0,05          |
|                | Bonnet                  | PC-SFIC        | 1 151        | 8,15         | 3             | 0,02          |
|                | Constant                | URD            | 585          | 4,14         | 2             | 0,01          |
|                | Souvignet               | Rép. de gauche | 129          | 0,91         |               |               |
|                |                         |                |              |              |               |               |
| Inscrits       | Inscrits                | Inscrits       | 18 547       | 100,00       | 18 510        | 100,00        |
| Votants        | Votants                 | Votants        | 14 471       | 78,02        | 15 528        | 83,89         |
| Abstention     | Abstention              | Abstention     | 4 076        | 21,98        | 2 982         | 16,11         |
| Blancs et nuls | Blancs et nuls          | Blancs et nuls | 350          | 2,42         | 166           | 1,07          |
| Exprimés       | Exprimés                | Exprimés       | 14 121       | 97,58        | 15 362        | 98,93         |

#### 2ecirconscription
| Candidats      | Candidats      | Étiquette      | Premier tour | Premier tour | Deuxième tour | Deuxième tour |
| Candidats      | Candidats      | Étiquette      | Voix         | %            | Voix          | %             |
| -------------- | -------------- | -------------- | ------------ | ------------ | ------------- | ------------- |
|                | Paul Antier    | FR             | 5 477        | 35,45        | 9 504         | 58,91         |
|                | Ollier         | Rép. de gauche | 3 163        | 20,47        | 3             | 0,02          |
|                | Malzieu        | Conservateur   | 2 888        | 18,69        | 4             | 0,02          |
|                | Pagès          | PAPF           | 1 505        | 9,74         | 5             | 0,03          |
|                | Amargier       | Rad. Indé.     | 929          | 6,01         | 2             | 0,01          |
|                | Rome           | PC-SFIC        | 855          | 5,53         | 3             | 0,02          |
|                | Forestier      | Rép. de gauche | 388          | 2,51         | 3             | 0,02          |
|                | Chambon        | URD            | 246          | 1,59         | 2             | 0,01          |
|                | Durand         | Rép. de gauche |              |              | 6 606         | 40,95         |
|                |                |                |              |              |               |               |
| Inscrits       | Inscrits       | Inscrits       | 19 641       | 100,00       | 19 640        | 100,00        |
| Votants        | Votants        | Votants        | 16 073       | 81,83        | 16 305        | 83,02         |
| Abstention     | Abstention     | Abstention     | 3 568        | 18,17        | 3 335         | 16,98         |
| Blancs et nuls | Blancs et nuls | Blancs et nuls | 622          | 3,87         | 173           | 1,06          |
| Exprimés       | Exprimés       | Exprimés       | 15 451       | 96,13        | 16 132        | 98,94         |

### Arrondissement de Yssingeaux
| Candidats      | Candidats       | Étiquette      | Premier tour | Premier tour |
| Candidats      | Candidats       | Étiquette      | Voix         | %            |
| -------------- | --------------- | -------------- | ------------ | ------------ |
|                | Augustin Michel | FR             | 9 346        | 55,36        |
|                | Scelles         | USR            | 2 778        | 16,45        |
|                | de Félice       | SFIO           | 1 795        | 10,63        |
|                | Vacher          | Conservateur   | 1 253        | 7,42         |
|                | Roméas          | PC-SFIC        | 1 083        | 6,41         |
|                | Morel           | URD            | 628          | 3,72         |
|                |                 |                |              |              |
| Inscrits       | Inscrits        | Inscrits       | 21 298       | 100,00       |
| Votants        | Votants         | Votants        | 17 385       | 81,63        |
| Abstention     | Abstention      | Abstention     | 3 913        | 18,37        |
| Blancs et nuls | Blancs et nuls  | Blancs et nuls | 502          | 2,89         |
| Exprimés       | Exprimés        | Exprimés       | 16 883       | 97,11        |